# Marlborough (Connecticut)
Marlborough – miasto w Stanach Zjednoczonych, w stanie Connecticut, w hrabstwie Hartford.